# جالیات
جالیات (به ایتالیایی: Galliate) یک کومونه در ایتالیا است که در استان نووارا واقع شده‌است.

## خصوصیات
جالیات ۲۹٫۵ کیلومترمربع مساحت و ۱۵٬۶۹۹ نفر جمعیت دارد و ۵۴ متر بالاتر از سطح دریا واقع شده‌است.